# أتسوغي (كاناغاوا)
أتسوغي (باليابانية: 厚木市 أتسوغي-شي) هي مدينة يابانية تقع في محافظة كاناغاوا. 
تم تأسيس المدينة في 1 فبراير، 1955.
تشتهر مدينة أتسوغي بأنها امتداد لطوكيو ويوكوهاما. كما تعرف بوجود قاعدة للبحرية الأمريكية والتي هي في الواقع لا تقع ضمن حدود المدينة بل في المدن المجاورة أياسه وياماتو.

## معالم
- جامعة شوان
- مركز نيسان التقني للأبحاث

## توأمة
لأتسوغي (كاناغاوا) اتفاقيات توأمة مع كل من:
- نيو بريتن
- أباشيري

## أعلام
- تاكافومي هوري
- يويا أندو
- تيرويوكي مونيوا
- كيوكو كويزومي
- ريوهيإي أوكازاكي

## وصلات خارجية
- الموقع الرسمي باللغة اليابانية
- موقع المساعدة الرسمي للأجانب في أتسوغي باللغة الأنكليزية